# Universidad ORT Uruguay
La Universidad ORT Uruguay es una universidad privada que cuenta con más de 13.000 estudiantes en 6 facultades e institutos.

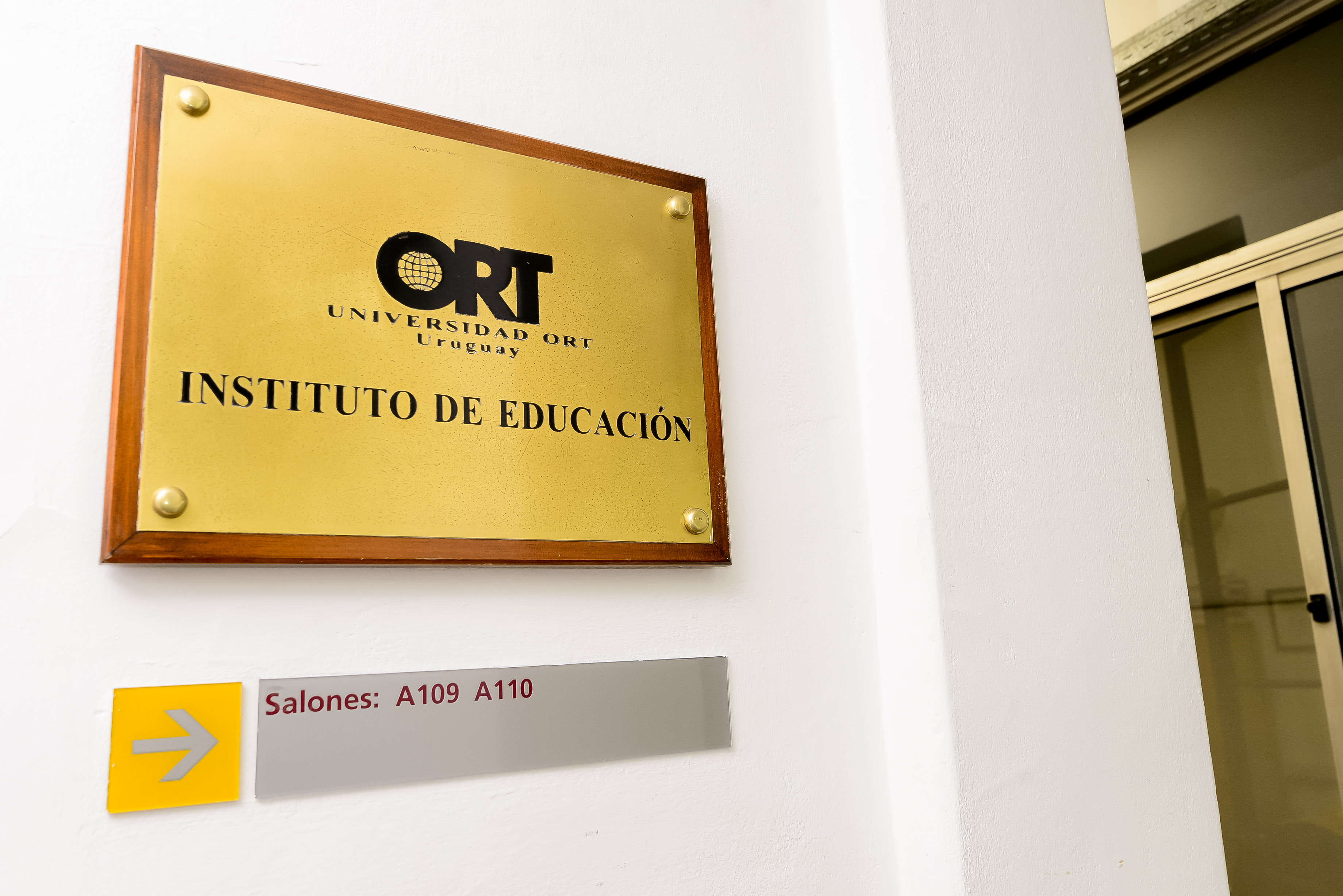
Interior del Instituto de Educación, ORT, Uruguay

## Historia
ORT Uruguay fue establecida en 1942 y es miembro de la red educativa internacional World ORT, con presencia en más de 60 países, fundada en 1880 por la comunidad judía de San Petersburgo.
En 1995 el gobierno uruguayo, por medio del Decreto 308/95 del 11 de agosto, estableció el primer marco legal para el funcionamiento de universidades privadas en el país.
En febrero de 1996, ORT Uruguay fue la primera institución en solicitar la autorización para funcionar como universidad privada, la que le fue otorgada en septiembre de ese año.
En julio de 2012, el Instituto de Educación de la Universidad ORT Uruguay comenzó a dictar el primer Doctorado en Educación de Uruguay.
Este postgrado avanzado, reconocido por el Ministerio de Educación y Cultura de Uruguay en 2014, integra a una red internacional de investigadores que focalizan sus actividades en asuntos de relevancia para los educadores nacionales.
ORT otorga 85 títulos profesionales de postgrado, de grado y de carreras cortas y técnicas en Arquitectura, Ingeniería, Biotecnología, Gerencia, Ciencias Económicas, Relaciones Internacionales, Diseño, Animación, Comunicación y Educación.
Mantiene acuerdos de cooperación académica con más de 200 universidades e instituciones internacionales en todo el mundo para facilitar intercambios estudiantiles y proyectos colaborativos de investigación y docencia. Es miembro de diversas asociaciones académicas internacionales, entre ellas la Asociación Internacional de Universidades (AIU) y la Unión de Universidades de América Latina (UDUAL).
El cuerpo académico está compuesto por más de 1.500 docentes e investigadores. Más de un tercio tiene alta dedicación en la universidad, lo que le permite desarrollar tareas de investigación y mantener un estrecho relacionamiento con los estudiantes.
La universidad mantiene un programa de becas que beneficia a más de 1.000 nuevos becarios por año. Las becas están dirigidas a nuevos estudiantes cuyos ingresos y los de su familia no les permiten financiar totalmente sus estudios, y a bachilleres con alto rendimiento.
El Centro de Innovación y Emprendimientos (CIE) de la universidad, que se creó en 2009, tiene como objetivos fomentar la innovación y la actitud emprendedora, promover oportunidades y fortalecer la vinculación entre los emprendedores y el sector académico y socioproductivo. Dicho centro dispone además de un laboratorio en el cual convergen todas las áreas de conocimiento y desarrollo de la universidad. 
Asimismo, la universidad cuenta con planteles deportivos en diferentes disciplinas: básquetbol, futsal, balonmano, hockey y vóleibol que compiten en los diversos torneos universitarios que se desarrollan en Uruguay.
En 2005 las carreras de Ingeniería en Electrónica e Ingeniería en Telecomunicaciones fueron acreditadas a nivel del Mercosur mediante el Mecanismo Experimental de Acreditación de Carreras (MEXA), por el plazo máximo de seis años.
Esta acreditación fue renovada en 2011, mediante el sistema ARCU-SUR que reemplazó al MEXA.
La carrera de Arquitectura fue también acreditada por el sistema ARCU-SUR en 2009 por el plazo máximo, habiendo renovado su acreditación en 2016.
En 2019 ORT fue aceptada para integrar la red Academic Impact de las Naciones Unidas (UNAI, por su sigla en inglés), un conglomerado de instituciones que difunde las actividades académicas de la ONU.
Por su parte, el Master en Administración de Empresas - MBA obtuvo la acreditación de la Association of MBAs (AMBA) y fue el único de Uruguay en figurar en el Global Executive MBA Rankings de QS, publicado en junio de 2020.
La red, conformada por 1.300 miembros de 135 países, promueve la protección de los derechos humanos, el acceso a la educación, la sostenibilidad y la resolución de conflictos.
Desde julio de 2020, la universidad forma parte del Latin America University Rankings de Times Higher Education.
Una investigación desarrollada por la organización QS Quacquarelli Symonds, líder mundial en servicios de análisis de la educación superior, ubicó a la Universidad ORT Uruguay —en setiembre de 2021— entre las 550 universidades que presentan la mejor tasa de empleo de sus graduados a nivel global.
El Master en Administración de Empresas – MBA de la Escuela de Postgrados en Negocios de ORT fue calificado en el lugar entre 131 y 140 del ranking QS para Executive MBA de 2021. A su vez, se encuentra en el lugar 7.º de Latinoamérica. Es el único del país en figurar en dicha clasificación.
La publicación británica Times Higher Education (THE) volvió a incluir a la Universidad ORT Uruguay, por tercer año consecutivo (en 2022), como la única de Uruguay en formar parte de esta clasificación.
Por vigésimo octavo año consecutivo (en setiembre de 2023) la Facultad de Administración y Ciencias Sociales de ORT es la única escuela de negocios uruguaya clasificada entre las 25 mejores de América Latina en el ranking que realiza anualmente la revista América Economía.

## Facultades e Institutos
- Facultad de Administración y Ciencias Sociales
- Facultad de Arquitectura
- Facultad de Comunicación
- Facultad de Diseño
- Facultad de Ingeniería
- Instituto de Educación

La Universidad ORT Uruguay cuenta con seis unidades académicas que organizan su oferta educativa de grado y posgrado en distintas áreas del conocimiento:
Facultad de Administración y Ciencias Sociales. Ofrece programas en administración, economía, contabilidad, finanzas, recursos humanos, marketing, negocios digitales y estudios internacionales. En esta facultad funciona la Escuela de Postgrados en Negocios, que imparte diplomas de especialización y maestrías en diversas áreas de la gestión empresarial. Sitio oficial Escuela de Postgrados en Negocios
Facultad de Arquitectura. Desarrolla actividades de formación, investigación y extensión en las áreas de arquitectura, diseño de interiores y construcción sustentable. Promueve el abordaje crítico del espacio construido y el uso de tecnologías innovadoras en los procesos de diseño. Sitio oficial
Facultad de Comunicación. Integra programas vinculados a comunicación organizacional, periodismo, publicidad, marketing, audiovisual, analítica de datos y experiencia de usuario. En esta facultad funciona la Escuela de Postgrados y Actualización en Comunicación y Diseño, que ofrece programas de posgrado orientados a la innovación en estos campos. Sitio oficial Escuela de Postgrados y Actualización en Comunicación y Diseño
Facultad de Diseño. Forma profesionales en diseño gráfico, industrial, de modas, multimedia, animación, videojuegos y arte-tecnología. Se enfoca en la formación proyectual, la incorporación de tecnologías digitales y la vinculación con la industria creativa. Sitio oficial
Facultad de Ingeniería. Ofrece carreras de grado y posgrado en ingeniería eléctrica, electrónica, en sistemas, telecomunicaciones y biotecnología, así como en áreas tecnológicas como inteligencia artificial, big data y ciencia de datos. Su actividad académica incluye investigación aplicada, proyectos de desarrollo y colaboración con el sector productivo. Sitio oficial
Instituto de Educación. Unidad académica dedicada a la formación de profesionales e investigadores en educación. Ofrece programas de doctorado, maestrías y diplomas, y promueve la investigación en temas como gestión educativa, políticas públicas, tecnología educativa y desarrollo profesional docente. Sitio oficial

## Carreras universitarias

### Facultad de Administración y Ciencias Sociales
- Contador Público
- Licenciatura en Economía
- Licenciatura en Estudios Internacionales
- Licenciatura en Gerencia y Administración
- Licenciatura en Marketing y Dirección Comercial
- Licenciatura en Negocios Digitales

Contador Público. Carrera de grado orientada a la formación de profesionales en contabilidad, auditoría, tributación y finanzas. La propuesta académica incluye normativa contable nacional e internacional, análisis financiero y sistemas de información contable.
Licenciatura en Economía. Programa de cuatro años que abarca fundamentos teóricos de la economía y herramientas cuantitativas aplicadas al análisis de mercados, políticas públicas y finanzas. Está acreditado por el sistema regional ARCU-SUR.
Licenciatura en Estudios Internacionales. Carrera de grado centrada en el estudio de las relaciones internacionales, con formación en ciencia política, derecho internacional, economía y cooperación internacional. Se orienta al análisis de fenómenos globales y regionales.
Licenciatura en Gerencia y Administración. Programa que combina conocimientos de gestión empresarial, finanzas, recursos humanos y operaciones. Está dirigido a la formación de profesionales capaces de desempeñarse en diversas áreas organizacionales.
Licenciatura en Marketing y Dirección Comercial. Carrera que aborda el desarrollo de estrategias de marketing, gestión comercial, análisis de mercado y comportamiento del consumidor. Incluye formación en marketing digital y comunicación integrada.
Licenciatura en Negocios Digitales. Programa interdisciplinario que integra administración, tecnología y marketing digital, con énfasis en comercio electrónico, analítica de datos y transformación digital de organizaciones.

### Facultad de Arquitectura
- Arquitectura
- Licenciatura en Diseño de Interiores

Arquitectura. Carrera de cinco años que forma profesionales capacitados para proyectar, planificar y dirigir obras de arquitectura, considerando aspectos funcionales, técnicos, sociales y ambientales. El programa incluye formación en teoría y crítica, representación gráfica, construcción, urbanismo y sostenibilidad.
Licenciatura en Diseño de Interiores. Programa de cuatro años orientado al diseño de espacios interiores residenciales, comerciales y corporativos. La carrera integra conocimientos técnicos, expresivos y funcionales, con énfasis en materiales, iluminación, ergonomía y relación con la arquitectura.

### Facultad de Comunicación
- Licenciatura en Comunicación Global
- Licenciatura en Comunicación y Analítica de Datos
- Licenciatura en Comunicación Publicitaria y Marketing
- Licenciatura en Comunicación Audiovisual y Cinematográfica
- Licenciatura en Comunicación Empresarial
- Licenciatura en Comunicación Periodística y Creación de Contenidos

Licenciatura en Comunicación Global. Carrera de grado que aborda la comunicación en contextos internacionales, con énfasis en la gestión de estrategias comunicativas para organizaciones globales. Incluye formación en idiomas y análisis de medios internacionales.
Licenciatura en Comunicación y Analítica de Datos. Programa que integra la formación en comunicación con el análisis de datos, preparando profesionales capaces de interpretar información cuantitativa para la toma de decisiones estratégicas en entornos comunicacionales.
Licenciatura en Comunicación Publicitaria y Marketing. Carrera orientada a la creación y gestión de campañas publicitarias, combinando conocimientos en comunicación, marketing y análisis del comportamiento del consumidor.
Licenciatura en Comunicación Audiovisual y Cinematográfica. Programa centrado en la producción y realización de contenidos audiovisuales, incluyendo cine, televisión y medios digitales, con formación en técnicas de guion, dirección y edición.
Licenciatura en Comunicación Empresarial. Carrera que forma profesionales en la gestión de la comunicación dentro de organizaciones, abordando temas como relaciones públicas, comunicación interna y responsabilidad social empresarial.
Licenciatura en Comunicación Periodística y Creación de Contenidos. Programa enfocado en la formación de periodistas y creadores de contenido, con énfasis en la redacción, investigación y producción para diversos medios y plataformas.

### Facultad de Diseño
- Licenciatura en Diseño Industrial
- Licenciatura en Diseño, Arte y Tecnología
- Licenciatura en Diseño Multimedia
- Licenciatura en Animación y Videojuegos
- Licenciatura en Diseño de Modas
- Licenciatura en Diseño Gráfico

Licenciatura en Diseño Industrial. Carrera centrada en el desarrollo de productos y objetos funcionales, con enfoque en tecnología, estética y sostenibilidad. El plan de estudios incluye formación en procesos de fabricación, ergonomía y prototipado.
Licenciatura en Diseño, Arte y Tecnología. Programa interdisciplinario que combina expresión artística con tecnologías digitales. Aborda lenguajes como la programación creativa, la interacción digital y los entornos audiovisuales.
Licenciatura en Diseño Multimedia. Carrera orientada a la creación de contenidos interactivos y productos digitales para medios web, audiovisuales y móviles. Integra diseño gráfico, animación, sonido y programación.
Licenciatura en Animación y Videojuegos. Programa que forma profesionales en la creación de animaciones 2D y 3D, videojuegos y narrativas interactivas. Incluye formación técnica y artística en modelado, guion, dirección y desarrollo de motores gráficos.
Licenciatura en Diseño de Modas. Carrera que aborda el diseño de indumentaria desde una perspectiva conceptual y técnica. Integra formación en historia del arte, patronaje, textiles, ilustración y gestión de colecciones.
Licenciatura en Diseño Gráfico. Programa enfocado en la comunicación visual a través de medios impresos y digitales. Forma profesionales en identidad visual, diseño editorial, tipografía, branding y diseño de interfaces.

### Facultad de Ingeniería
- Ingeniería Eléctrica
- Ingeniería en Biotecnología
- Ingeniería en Electrónica
- Ingeniería en Sistemas
- Ingeniería en Telecomunicaciones
- Licenciatura en Biotecnología
- Licenciatura en Sistemas

Ingeniería Eléctrica. Carrera de cinco años orientada al diseño, implementación y gestión de sistemas eléctricos de potencia, automatización y control industrial. El plan de estudios incluye formación en circuitos, máquinas eléctricas, electrónica de potencia y energías renovables.
Ingeniería en Biotecnología. Programa que integra conocimientos en biología, química e ingeniería para desarrollar tecnologías aplicadas a la industria, la salud y el medioambiente. Incluye formación en bioprocesos, genética molecular, microbiología y bioinformática.
Ingeniería en Electrónica. Carrera centrada en el diseño de sistemas electrónicos y dispositivos integrados. Aborda áreas como instrumentación, telecomunicaciones, procesamiento de señales y microcontroladores.
Ingeniería en Sistemas. Programa orientado al desarrollo de software, gestión de proyectos tecnológicos y arquitectura de sistemas. Incluye formación en algoritmos, bases de datos, ingeniería de software, inteligencia artificial y ciberseguridad.
Ingeniería en Telecomunicaciones. Carrera que aborda el diseño y operación de redes de comunicación, tecnologías móviles, transmisión de datos y redes ópticas. Integra contenidos sobre electrónica, programación y protocolos de comunicación.
Licenciatura en Biotecnología. Carrera de cuatro años que proporciona una formación científica y técnica en genética, microbiología, biología molecular y biotecnología industrial. Está orientada a la investigación, desarrollo y producción biotecnológica.
Licenciatura en Sistemas. Programa enfocado en la gestión y desarrollo de soluciones informáticas en contextos organizacionales. Incluye formación en bases de datos, análisis de sistemas, programación y tecnologías de la información.

## Postgrados

### Facultad de Administración y Ciencias Sociales
- Master en Administración de Empresas - MBA
- EMBA, Executive MBA semipresencial
- Master en Dirección Comercial y Marketing
- Master en Negocios Digitales semipresencial
- Diploma de Especialización en Agronegocios Sostenibles semipresencial
- Diploma de Especialización en Analítica de Negocios
- Diploma de Especialización en Contabilidad
- Diploma de Especialización en Finanzas
- Diploma de Especialización en Fiscalidad Internacional
- Diploma de Especialización en Impuestos
- Diploma de Especialización en Marketing
- Diploma de Especialización en Recursos Humanos
- Master en Contabilidad y Finanzas
- Master en Dirección de Recursos Humanos
- Master en Dirección Financiera

Master en Administración de Empresas (MBA). Programa de dos años que forma líderes y tomadores de decisiones en organizaciones públicas y privadas. Clasificado entre los 35 mejores de América Latina por el ranking de América Economía. 
Executive MBA (EMBA) semipresencial. Maestría orientada a ejecutivos con experiencia, que combina clases presenciales y virtuales, enfocándose en liderazgo y gestión estratégica. 
Master en Dirección Comercial y Marketing. Postgrado que capacita para tomar decisiones estratégicas comerciales alineadas con los objetivos y estrategias de la empresa en entornos volátiles, inciertos, cambiantes y ambiguos (VUCA). 
Master en Negocios Digitales (semipresencial). Programa que integra gestión empresarial y transformación digital, formando líderes capaces de dirigir nuevos emprendimientos digitales y procesos de cambio en empresas tradicionales. 
Diploma de Especialización en Agronegocios Sostenibles (semipresencial). Postgrado orientado a la gestión estratégica del sector agroalimentario con énfasis en sostenibilidad e innovación. 
Diploma de Especialización en Analítica de Negocios. Programa que proporciona herramientas para la identificación de oportunidades, análisis estratégico y comprensión de herramientas utilizadas por ingenieros y científicos de datos. 
Diploma de Especialización en Contabilidad. Postgrado que brinda conocimientos en normas internacionales de información financiera (NIIF), análisis de estados financieros y auditoría, preparando especialistas en contabilidad de gestión y financiera. 
Diploma de Especialización en Finanzas. Postgrado de especialización enfocado en finanzas corporativas, evaluación de proyectos, gestión de riesgos y mercados financieros. 
Diploma de Especialización en Fiscalidad Internacional. Postgrado que capacita en la organización y gestión de distintos tipos de organizaciones, aportando experiencia en fiscalidad internacional. 
Diploma de Especialización en Impuestos. Programa que brinda conocimientos financieros desde la perspectiva de las finanzas corporativas y los mercados de capitales, formando expertos en el sistema tributario local y fiscalidad internacional. 
Diploma de Especialización en Marketing. Postgrado que potencia las habilidades para lograr resultados de alto impacto en las organizaciones, enfocándose en estrategias de marketing y dirección comercial. 
Diploma de Especialización en Recursos Humanos. Programa de un año de duración que prepara profesionales para roles de consultoría, dirección o gerencia en el área de recursos humanos, transformando las organizaciones a través de su capital humano. 
Master en Contabilidad y Finanzas. Maestría que brinda conocimientos financieros desde la perspectiva de las finanzas corporativas y de mercados de capitales, formando profesionales capaces de desempeñarse en la dirección con amplios conocimientos contables y financieros. 
Master en Dirección de Recursos Humanos. Postgrado de dos años de duración orientado a graduados universitarios interesados en la dirección estratégica del capital humano y la gerencia del cambio, complementando las competencias en materia de negociación, relaciones laborales y gestión de recursos humanos. 
Master en Dirección Financiera. Programa que busca que los estudiantes adquieran un aprendizaje sólido en gestión financiera profesional, combinado con habilidades de dirección para desempeñarse a nivel gerencial y directivo. 

### Facultad de Arquitectura
- Master en Edificaciones en Madera
- Diploma de Especialización en Negocios Inmobiliarios
- Diploma de Especialización en Arquitectura Sostenible

Master en Edificaciones en Madera. Maestría que forma profesionales especializados en el diseño y construcción con madera, abordando aspectos tecnológicos, estructurales y de sostenibilidad. 
Diploma de Especialización en Negocios Inmobiliarios. Programa que capacita en la gestión y desarrollo de proyectos inmobiliarios, incluyendo aspectos legales, financieros y de mercado. 
Diploma de Especialización en Arquitectura Sostenible. Postgrado que brinda herramientas para incorporar principios de sostenibilidad en proyectos arquitectónicos, enfocándose en eficiencia energética, energías renovables y estrategias bioclimáticas. 

### Facultad de Comunicación
- Master en Diseño Estratégico e Innovación
- Diploma de Especialización en Diseño de Experiencia de Usuario
- Master en Creatividad, Innovación y Comunicación
- Diploma de Especialización en Creatividad e Innovación
- Master en Dirección de Comunicación y Marketing
- Diploma de Especialización en Dirección de Comunicación
- Master en Gestión y Comunicación de la Moda
- Diploma de Especialización en Gestión y Negocios de la Moda

Master en Diseño Estratégico e Innovación. Maestría que integra pensamiento de diseño, creatividad estratégica e innovación para desarrollar soluciones transformadoras en contextos complejos y cambiantes. 
Diploma de Especialización en Diseño de Experiencia de Usuario. Programa que capacita a profesionales para investigar, diseñar y evaluar experiencias digitales centradas en las personas, con enfoque en usabilidad, accesibilidad y diseño visual. 
Master en Creatividad, Innovación y Comunicación. Maestría enfocada en liderar procesos creativos e innovadores aplicados a la comunicación, combinando pensamiento crítico, diseño estratégico y análisis de tendencias. 
Diploma de Especialización en Creatividad e Innovación. Programa que entrena el pensamiento creativo y el pensamiento lateral como herramientas para resolver problemas complejos en entornos organizacionales o sociales. 
Master en Dirección de Comunicación y Marketing. Maestría que combina estrategias de comunicación, branding y marketing digital para formar líderes capaces de gestionar la imagen y posicionamiento de organizaciones en entornos competitivos. 
Diploma de Especialización en Dirección de Comunicación. Programa que brinda herramientas para planificar, implementar y evaluar estrategias de comunicación organizacional, institucional o corporativa. 
Master en Gestión y Comunicación de la Moda. Maestría que integra gestión estratégica, comunicación y branding en el ámbito de la moda, dirigida a profesionales del sector que buscan liderar procesos en empresas o emprendimientos. 
Diploma de Especialización en Gestión y Negocios de la Moda. Programa orientado a la creación, planificación y gestión de negocios en el sector moda, con énfasis en estrategia comercial, posicionamiento y expansión internacional. 

### Facultad de Ingeniería
- Diploma de Especialización en Analítica de Big Data
- Diploma de Especialización en Gestión de Sistemas de Información
- Diploma de Especialización en Inteligencia Artificial
- Doctorado en Ingeniería
- Master en Big Data
- Master en Gestión de Sistemas de Información
- Master en Ingeniería (por Investigación)
- Master en Inteligencia Artificial

Diploma de Especialización en Analítica de Big Data. Programa que proporciona conocimientos y herramientas para el análisis de grandes volúmenes de datos, incluyendo técnicas de procesamiento distribuido, minería de datos y aprendizaje automático. 
Diploma de Especialización en Gestión de Sistemas de Información. Postgrado orientado a la planificación, implementación y dirección de sistemas informáticos en entornos empresariales. Incluye contenidos sobre arquitectura de sistemas, gobernanza de TI y transformación digital. 
Diploma de Especialización en Inteligencia Artificial. Programa que forma profesionales en técnicas y aplicaciones de inteligencia artificial, como aprendizaje supervisado y no supervisado, visión por computador y procesamiento de lenguaje natural. 
Doctorado en Ingeniería. Programa académico centrado en la investigación científica y tecnológica en distintas ramas de la ingeniería. Está dirigido a profesionales con formación avanzada que deseen desarrollar investigación original y contribuir al conocimiento disciplinar. 
Master en Big Data. Maestría que aborda el análisis, modelado y visualización de datos masivos, combinando herramientas tecnológicas con enfoques estratégicos para la toma de decisiones basada en datos. 
Master en Gestión de Sistemas de Información. Programa que capacita para liderar proyectos de sistemas en organizaciones, abordando temas como análisis estratégico, seguridad de la información, arquitectura empresarial y gestión de proyectos. 
Master en Ingeniería (por Investigación). Maestría que promueve el desarrollo de capacidades para realizar investigación aplicada en ingeniería, mediante la elaboración de un trabajo final original basado en metodologías científicas. 
Master en Inteligencia Artificial. Programa que profundiza en modelos de machine learning, procesamiento de lenguaje natural, redes neuronales y sistemas inteligentes, preparando profesionales para liderar proyectos de IA en múltiples industrias. 

### Instituto de Educación
- Diploma de Especialización en Enseñanza de Inglés como Lengua Extranjera
- Diploma en Educación
- Diploma en Formación de Formadores
- Diploma en Planificación y Gestión Educativa
- Doctorado en Educación
- Master en Educación
- Master en Formación de Formadores
- Master en Gestión Educativa

Diploma de Especialización en Enseñanza de Inglés como Lengua Extranjera. Programa que brinda herramientas para enseñar inglés en contextos educativos diversos, con un enfoque comunicativo, cultural y pedagógico, basado en estándares internacionales. 
Diploma en Educación. Formación orientada a profesionales que deseen adquirir fundamentos pedagógicos, psicológicos y socioculturales de los procesos educativos, con énfasis en el análisis crítico de prácticas docentes. 
Diploma en Formación de Formadores. Programa centrado en el diseño, gestión y evaluación de propuestas de formación docente y profesional, con enfoque en el aprendizaje adulto y la mejora continua de prácticas educativas. 
Diploma en Planificación y Gestión Educativa. Postgrado que prepara profesionales para planificar, coordinar y evaluar proyectos en organizaciones educativas, considerando factores institucionales, normativos y socioculturales. 
Doctorado en Educación. Programa de formación investigativa que promueve la producción de conocimiento original en temas clave del campo educativo. Está dirigido a profesionales con formación avanzada interesados en contribuir académicamente al desarrollo del sistema educativo. 
Master en Educación. Maestría que profundiza en teorías y metodologías de investigación educativa, con énfasis en la mejora de las prácticas pedagógicas, la innovación y la gestión del conocimiento en entornos educativos diversos. 
Master en Formación de Formadores. Programa orientado al desarrollo profesional de quienes diseñan y ejecutan acciones de formación docente o profesional, combinando teoría pedagógica, práctica reflexiva y liderazgo educativo. 
Master en Gestión Educativa. Maestría centrada en la dirección y liderazgo de instituciones educativas, con foco en el diseño estratégico, la toma de decisiones basada en evidencia y el desarrollo organizacional. 